# 四国中央市立妻鳥小学校
四国中央市立妻鳥小学校（しこくちゅうおうしりつ めんどりしょうがっこう）は、愛媛県四国中央市妻鳥町にある小学校。

## 沿革
- 2003年（平成15年）- 青少年赤十字加盟。
- 2017年（平成29年）- 校舎増築。

## 学区
妻鳥町

## 進学先中学校
- 四国中央市立川之江北中学校（一部）
- 四国中央市立川之江南中学校（一部）[2]

## 交通

### 鉄道
校区内を予讃線が走るが駅はない。最寄駅は川之江駅。

### 道路
校区内に国道11号と国道192号が走っている。国道192号のフジブラン前の交差点を西に進むと本校がある。

## 通学区域が隣接する学校
- 四国中央市立川之江小学校
- 四国中央市立金生第一小学校
- 四国中央市立上分小学校
- 四国中央市立南小学校
- 四国中央市立松柏小学校

## 通学区域
- 妻鳥公民館
- 妻鳥保育園
- 四国中央市市民文化ホール（しこちゅ〜ホール）
- 四国中央市急患医療センター
- 愛媛県産業技術研究所・紙産業技術センター
- 松山自動車道三島川之江インターチェンジ
- フジグラン川之江
- フジ四国中央店
- DCM川之江店
- 川之江三島バイパス
- 国道11号
- 国道192号
- 予讃線
- 三皇神社
- 東宮山古墳
- 契川